# Мальтони, Роза

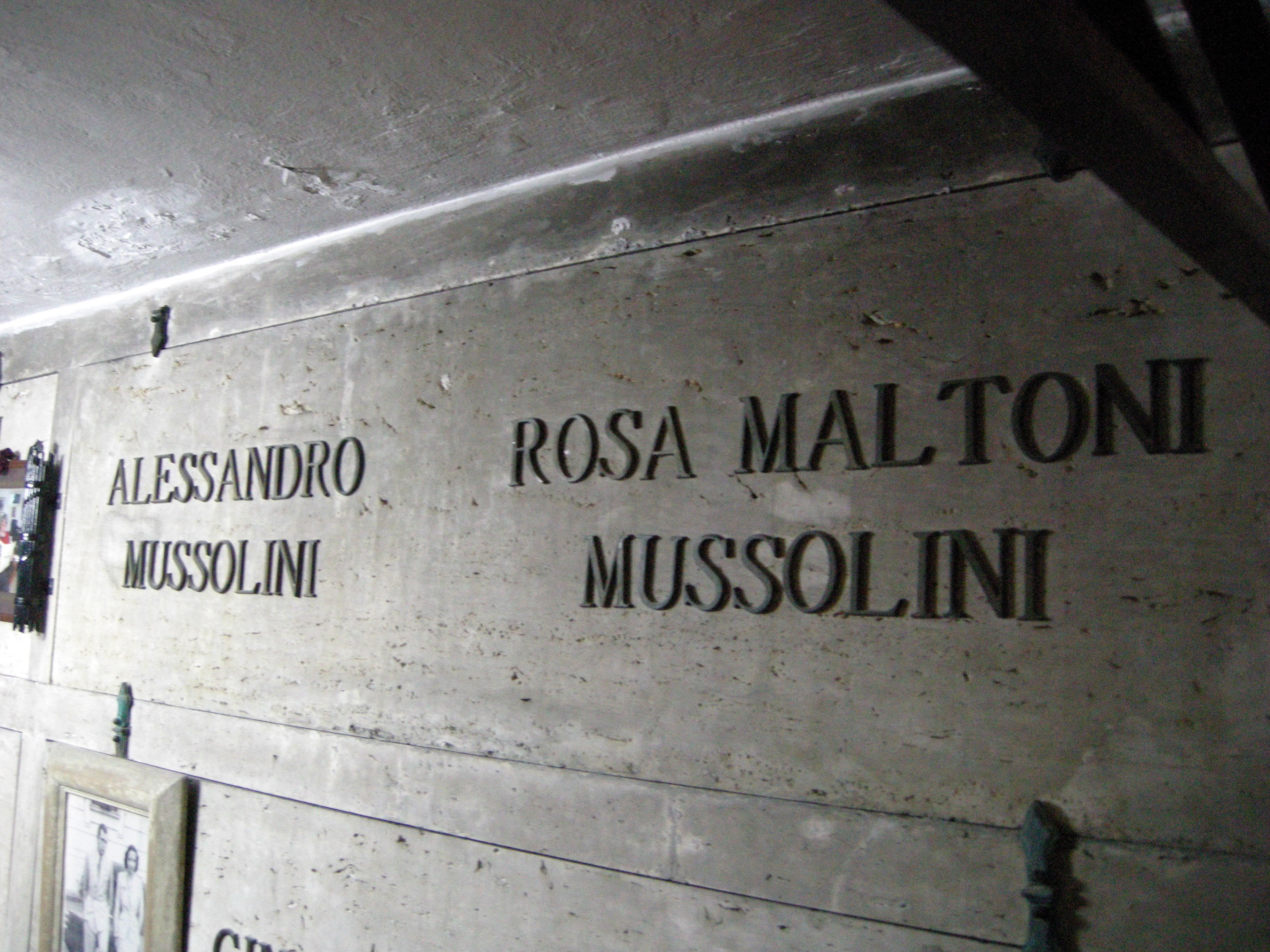
Могила Алессандро и Розы Муссолини в Предаппио

Роза Муссолини (итал. Rosa Mussolini, в девичестве Мальтони итал. Maltoni, Сан-Мартино-ин-Страда, 22 апреля 1858 — Предаппио, 19 февраля 1905) — итальянская учительница, наиболее известная как мать Бенито Муссолини.

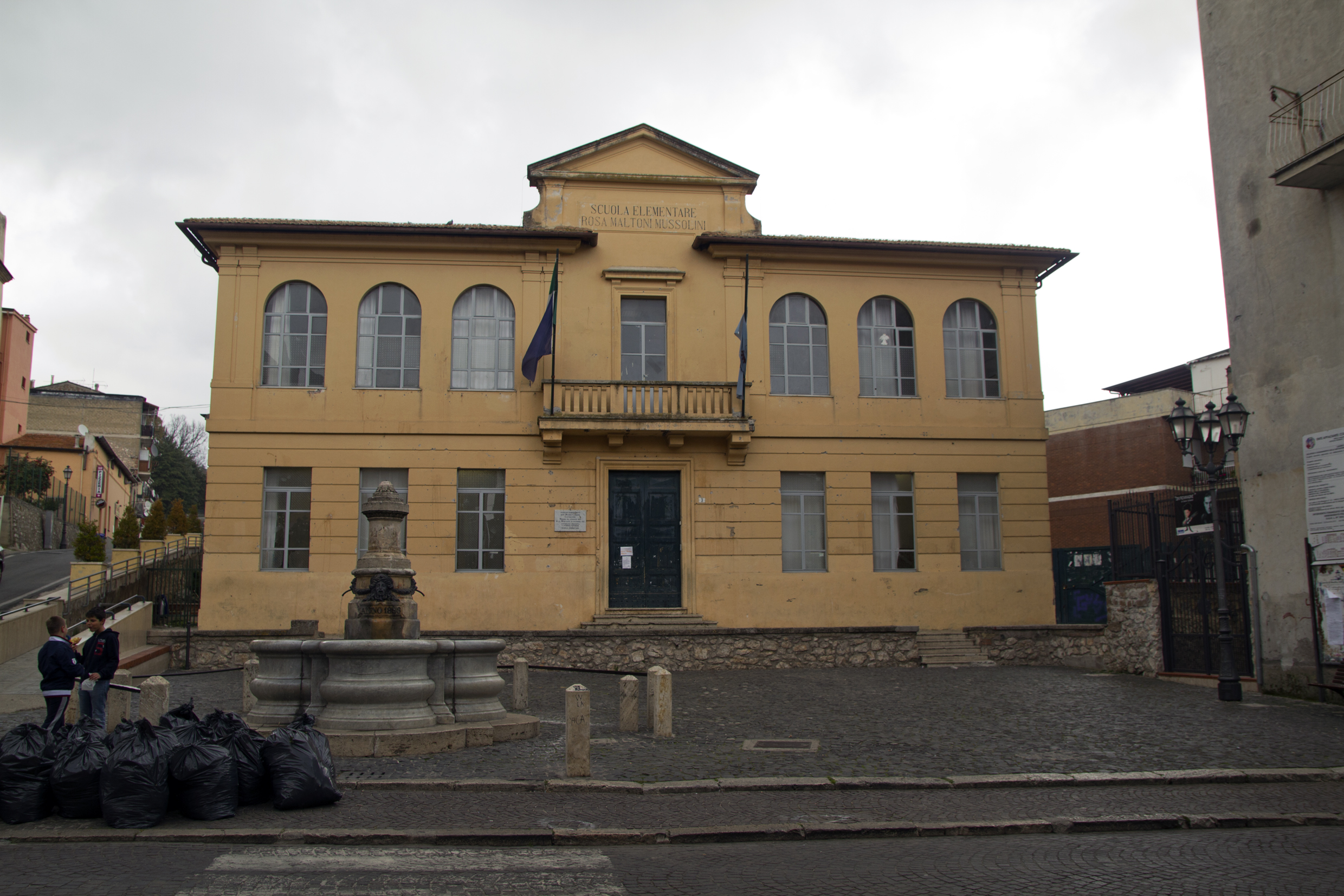
Начальная школа «Роза Мальтони Муссолини» в Норме

## Биография
Родилась в пригороде Сан-Мартино-ин-Страда в семье ветеринарного хирурга Джузеппе Мальтони и домохозяйки Марианны Гетти. В 1880 году она познакомилась с кузнецом и социалистическим активистом Алессандро Муссолини, бывшем на четыре года старше её, за которого она вышла замуж 25 января 1882 года. 29 июля 1883 года она родила сына Бенито, будущего дуче Италии с 1922 по 1943 год и основателя фашизма. Кроме Бенито в браке родятся сын Арнальдо и дочь Эдвиге.
Преподаватель Палаццо Варано Роза Мальтони преждевременно скончалась в 1905 году из-за менингита. Привязанность Бенито к своей матери была такова, что в фашистский период она изображалась идеалом итальянской женщины и многие ходили на её могилу, отдавая ей почти религиозное почитание.
В фашистский период ей была посвящена улица в городе Риме, переименованная после освобождения Италии именем партизанки Розы Гварньери Кало Кардуччи, а также несколько школ, таких как начальная школа «Роза Мальтони Муссолини», школа в Норме и бывшая начальная школа «Роза Мальтони-Муссолини» в Форли.
После 1957 года она была похоронена рядом с мужем в склепе семьи Муссолини на кладбище Предаппио.